# Högsbyns hällristningsområde
Högsbyns hällristningsområde i Tisselskogs socken i Bengtsfors kommun i Dalsland är ett 100–600 meter stort hällristningsområde från bronsåldern. Det består av 2 500 figurer fördelade på drygt 300 hällar med bilder på bland annat skepp, fotsulor, händer, hundar och människor. Den kanske märkligaste figuren är en man som gör en baklängesvolt på ett skepp. Andra figurer föreställer människor med uppsträckta händer samt en bågskytt. Området ligger inom Tisselskogs naturreservat mellan en bondgård och är naturskönt beläget vid Råvarp, en av sjöarna i Dalslands kanal.